# Pamela Roylance
Pamela Roylance, född 27 mars 1952 i Seattle, Washington, är en amerikansk skådespelare. Hon är bland annat känd för rollen som Sarah Carter i TV-serien Lilla huset på prärien. Därtill har hon medverkat i bland annat Våra bästa år och Grey's Anatomy.